# Quách Thị Lan
Quách Thị Lan (Thanh Hóa, 18 ottobre 1995) è una velocista vietnamita.

## Biografia
Nativa di Thanh Hóa, proviene da una famiglia di etnia muong. Suo fratello Quách Công Lịch è anch'egli atleta.

## Record nazionali

### Seniores
- 200 metri piani indoor: 24"86 ( Birmingham, 31 gennaio 2016)
- 400 metri piani indoor: 54"87 ( Birmingham, 31 gennaio 2016)
- Staffetta 4×400 metri: 3'31"46 ( Kallang, 11 giugno 2015) (Nguyễn Thị Oanh, Nguyễn Thị Thuy, Quách Thị Lan, Nguyễn Thị Huyền)

## Progressione

### 400 metri piani
| Stagione | Risultato | Luogo     | Data       | Rank. Mond. |
| -------- | --------- | --------- | ---------- | ----------- |
| 2016     | 52"72     | Hanoi     | 23-11-2016 |             |
| 2015     | 52"52     | Singapore | 12-6-2015  |             |
| 2014     | 52"06     | Incheon   | 28-9-2014  |             |
| 2013     | 53"38     | Naypyidaw | 15-12-2013 |             |
| 2012     | 53"23     | Hanoi     | 8-10-2012  |             |

### 400 metri ostacoli
| Stagione | Risultato | Luogo        | Data       | Rank. Mond. |
| -------- | --------- | ------------ | ---------- | ----------- |
| 2016     | 56"67     | Hanoi        | 25-11-2016 |             |
| 2014     | 57"48     | Nam Dinh     | 9-12-2014  |             |
| 2013     | 57"74     | Kuala Lumpur | 20-10-2013 |             |
| 2012     | 57"36     | Hanoi        | 4-10-2012  |             |

## Palmarès
| Anno | Manifestazione              | Sede         | Evento      | Risultato  | Prestazione | Note                                     |
| ---- | --------------------------- | ------------ | ----------- | ---------- | ----------- | ---------------------------------------- |
| 2013 | Giochi del Sud-est asiatico | Naypyidaw    | 400 m piani | Argento    | 53"38       | Miglior prestazione personale stagionale |
| 2013 | Giochi del Sud-est asiatico | Naypyidaw    | 400 m hs    | Argento    | 58"93       |                                          |
| 2013 | Giochi del Sud-est asiatico | Naypyidaw    | 4×400 m     | Argento    | 3'36"92     |                                          |
| 2014 | Giochi asiatici             | Incheon      | 400 m piani | Argento    | 52"06       | Miglior prestazione personale            |
| 2014 | Giochi asiatici             | Incheon      | 4×400 m     | 5ª         | 3'33"20     |                                          |
| 2015 | Giochi del Sud-est asiatico | Singapore    | 400 m piani | Argento    | 52"52       | Miglior prestazione personale stagionale |
| 2015 | Giochi del Sud-est asiatico | Singapore    | 4×400 m     | Oro        | 3'31"46     | Record dei Giochi                        |
| 2016 | Campionati asiatici indoor  | Doha         | 400 m piani | Bronzo     | 55"69       |                                          |
| 2017 | Campionati asiatici         | Bhubaneswar  | 200 m piani | Batteria   | 23"86       |                                          |
| 2017 | Campionati asiatici         | Bhubaneswar  | 400 m piani | Argento    | 52"78       |                                          |
| 2017 | Campionati asiatici         | Bhubaneswar  | 4×400 m     | Argento    | 3'33"22     |                                          |
| 2017 | Giochi del Sud-est asiatico | Kuala Lumpur | 4×400 m     | Oro        | 3'33"40     |                                          |
| 2018 | Giochi asiatici             | Giacarta     | 200 m piani | 8ª         | 23"77       |                                          |
| 2018 | Giochi asiatici             | Giacarta     | 400 m hs    | Oro        | 55"30       | Miglior prestazione personale            |
| 2018 | Giochi asiatici             | Giacarta     | 4x400 m     | Bronzo     | 3'33"23     |                                          |
| 2019 | Campionati asiatici         | Doha         | 400 m hs    | Oro        | 56"10       | Miglior prestazione personale stagionale |
| 2019 | Campionati asiatici         | Doha         | 4x400 m     | 5ª         | 3'37"27     |                                          |
| 2021 | Giochi olimpici             | Tokyo        | 400 m hs    | Semifinale | 56"78       |                                          |
| 2022 | Mondiali                    | Eugene       | 400 m hs    | Batteria   | 58"84       |                                          |